# Somero

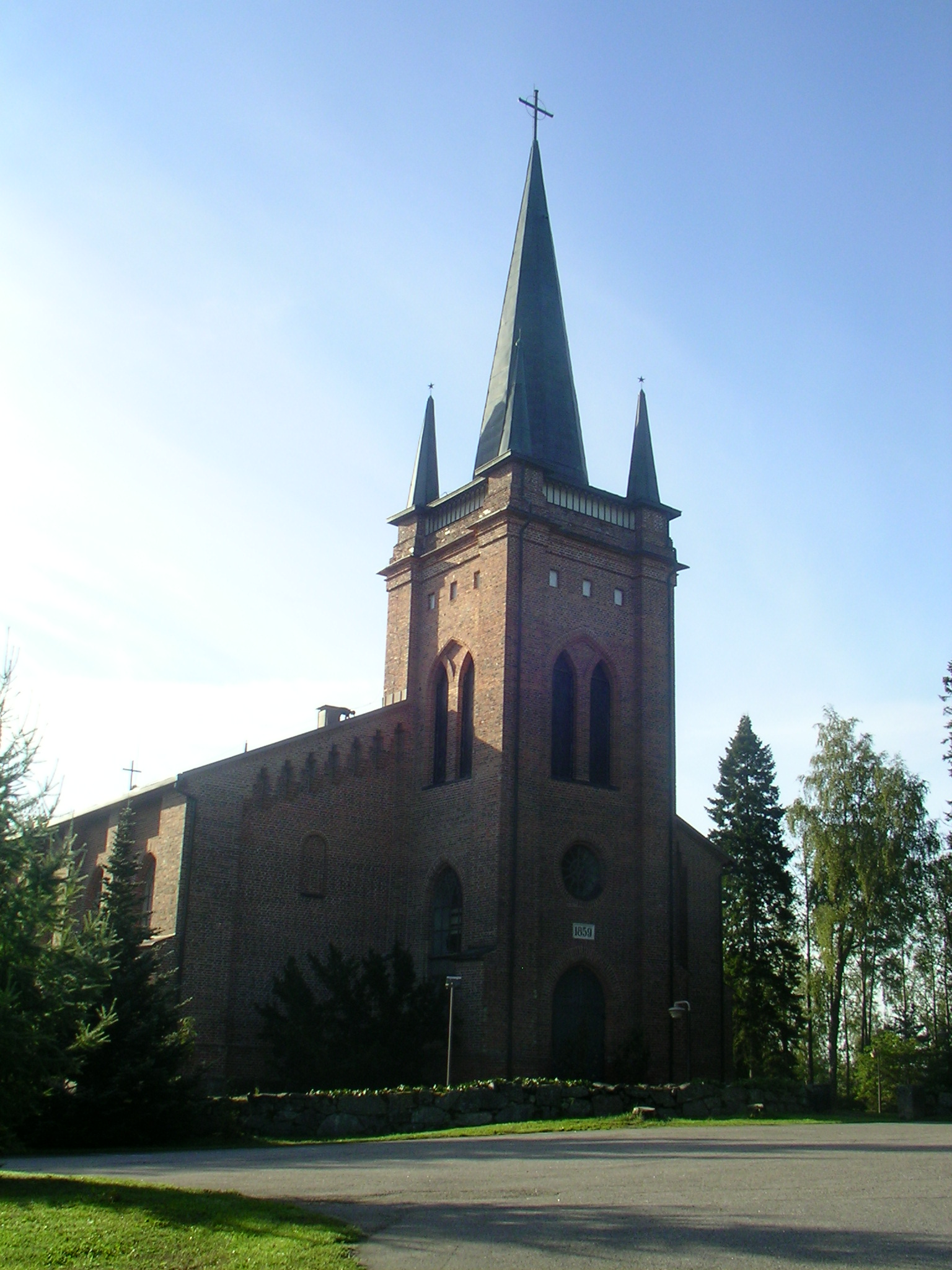
Someros lutherska kyrka.

Somero är en stad i landskapet Egentliga Finland. Somero har 8 563 invånare och en yta på 697,68 km².
Somero är enspråkigt finskt.

## Historia
Historiskt är Somero en del av det historiska landskapet Tavastland (fi. Häme) och har varit en del av Nylands och Tavastehus län år 1634-1831 och Tavastehus län år 1831-1990.
På lägre administrativ nivå var Somero en del av Sääksmäki härad, och sedan av Nedre Sääksmäki härad och Tammela härad. I jordeboksockenfördelning var Somero först en del av Loimo socken som senare gick under namnet Portas socken efter den nuvarande byn Porras i Tammela.
Somero förvaltningssocken nämns första gången år 1449. Kyrksocknen nämns först år 1492 men var gammal då. I kyrkligt hänseende hade Somero dittills hört till Uskela. Både förvaltnings- och kyrksocknen har daterats till första hälften av 1400-talet. År 1492 flyttades den nuvarande södra delen av Somero från Uskela till Somero. Under 1600-talet blev Sommarnäs (fi. Somerniemi) en kapellförsamling till Somero. År 1921 blev Sommarnäs en självständig kommun och församling.
Terttilä pappersbruk (1849-1874) verkade vid Luukkala fors i Uskela å. Det ägdes av pappersmästaren Wilhelm Bolin på Juvankoski pappersbruk.
Under 1900-talet har Somero varit en del av Sydvästra Tavastland (fi. Lounais-Häme) som är en inofficiell del av det historiska landskapet Tavastland omkring staden Forssa och består av den nuvarande Forssa ekonomiska region samt den nuvarande staden Somero från den nuvarande Salo Ekonomiska region och den nuvarande kommunen Urdiala från den nuvarande Södra Birkalands ekonomiska region.
År 1977 slogs kommunen Sommarnäs samman med Somero.
Bland övriga före detta kommuner har till Someros grannkommuner tidigare ingått Kuusjoki (från 2009 en del av Salo), Kiikala (från 2009 en del av Salo), Mellilä (från 2009 en del av Loimaa) och Loimaa kommun (från 2005 en del av Loimaa) från egentliga Finland samt Nummis (1981-2013 en del av Nummi-Pusula, från 2013 en del av Lojo) och Pusula (1981-2013 en del av Nummi-Pusula, från 2013 en del av Lojo) eller senare Nummi-Pusula (1981-2013, därefter en del av Lojo) från Nyland.
Fram till 1990 var Somero en del av Tavastehus län, men blev då en del av Åbo och Björneborgs län, vilket också betydde att Somero etablerade sig som en del av det nuvarande landskapet egentliga Finland när de nuvarande Landskapens förbund formades i början av 1990-talet. Somero ombildades till stad 1 januari 1993.
År 1997, när de gamla länen avskaffades, blev Somero en del av Västra Finlands län. Efter att också de nya länen avskaffades år 2010, har Somero varit en del av verksamhetsområdet av Sydvästra Finlands Närings-, trafik- och miljöcentral.

## Geografi

### Naturgeografi
Den största delen av Somero ingår i Pemar ås avrinningsområde, som mynnar ut i Skärgårdshavet. Pemar å har sin början i sjön Painio i Sommarnäs i östra delen av Somero och rinner mot väst genom flera smala sjöar, som följer en stor förkastningslinje i berggrunden.
Södra delen av Somero tillhör Uskela ås avrinningsområde, som också mynnar ut i Skärgårdshavet. I sydvästra Somero har ån Rekijoki grävt djupa raviner i lerjorden. I Sommarnäs i östra delen av Somero löper ändmoränen Tredje Salpausselkä. På västsidan av ändmoränen har ån Terttilänjoki sin början i sjön Halkjärvi, som är den största sjön i Uskela ås avrinningsområde.
Östsidan av Tredje Salpausselkä i Sommarnäs tillhör Svartåns avrinningsområde som mynnar ut i Pojoviken av Finska viken. De största sjöarna där är Oinasjärvi och Arimaa, från vilka vattnet rinner mot syd, och Heinjärvi, från vilken vattnet rinner mot öst.
Det nordöstra hörnet av Sommarnäs tillhör Kumo älvs avrinningsområde. Den enda stora sjön där är Salkolanjärvi, som avvattnas till Liesjärvi vid Liesjärvi nationalpark i Tammela.

### Kulturgeografi
Somero är en del av Salo ekonomiska region och landskapet Egentliga Finland. De närmaste centralorterna på regionalnivå är Salo i Egentliga Finland och Forssa i Egentliga Tavastland. På landskapsnivå är de två närmaste större städerna Åbo i Egentliga Finland och huvudstaden Helsingfors i Nyland. Av större städer Tavastehus i Egentliga Tavastland och Tammerfors i Birkaland samt av mindre städer Loimaa i Egentliga Finland och Lojo i Nyland har mindre betydelse.
Grannkommunerna till Somero är Salo i syd, som tillhör landskapet Egentliga Finland och Salo ekonomiska region; Koskis i väst och Loimaa i nordväst, som tillhör landskapet Egentliga Finland och Loimaa ekonomiska region; Ypäjä, Jockis och Tammela i norr, som tillhör landskapet Egentliga Tavastland och Forssa ekonomiska region; samt Lojo i öst, som tillhör landskapet Nyland och Helsingfors ekonomiska region.
Två egendomar i kommunen är Palikais (fi. Palikainen) och Seder (fi. Seeteri). Bland övriga är Långsjö, Jurvala, Åvik, Lahtis (fi. Lahti), Kimala, Härkälä, Harju, Ihamäki, Hirsjärvi och Kopila.

## Politik

### Mandatfördelning i Somero stad, valen 1976–2021
| 7 | 5 |  | 15 | 7 |

| 6 | 6 | 15 | 8 |

| 4 | 7 |  | 16 | 7 |

| 4 | 7 | 17 | 7 |

| 3 | 9 |  | 17 | 5 |

| 2 | 5 |  |  | 17 | 2 |  | 6 |

| 3 | 6 |  | 17 | 8 |

|  | 8 |  | 17 |  | 7 |

| 25 | 10 |

| 2 | 8 | 2 | 15 | 2 | 6 |

| 22 | 13 |

|  | 6 |  | 4 | 16 | 7 |

| 24 | 11 |

|  | 7 |  | 2 | 17 | 7 |

| 20 | 15 |

| 2 | 6 |  | 6 | 12 |  | 7 |

| 20 | 15 |

## Demografi

### Befolkningsutveckling
| Befolkningsutvecklingen i Somero stad 1975–2020                                                              | Befolkningsutvecklingen i Somero stad 1975–2020 | Befolkningsutvecklingen i Somero stad 1975–2020 | Befolkningsutvecklingen i Somero stad 1975–2020 | Befolkningsutvecklingen i Somero stad 1975–2020 |
| --- | ----------------------------------------------- | ----------------------------------------------- | ----------------------------------------------- | ----------------------------------------------- |
| |                                                 |                                                 |                                                 |                                                 |
| År |                                                 |                                                 | Folkmängd                                       |                                                 |
| 1975 | 1975                                            |                                                 | 10 668                                          |                                                 |
| 1980 | 1980                                            |                                                 | 10 289                                          |                                                 |
| 1985 | 1985                                            |                                                 | 10 015                                          |                                                 |
| 1990 | 1990                                            |                                                 | 10 002                                          |                                                 |
| 1995 | 1995                                            |                                                 | 9 894                                           |                                                 |
| 2000 | 2000                                            |                                                 | 9 789                                           |                                                 |
| 2005 | 2005                                            |                                                 | 9 606                                           |                                                 |
| 2010 | 2010                                            |                                                 | 9 330                                           |                                                 |
| 2015 | 2015                                            |                                                 | 9 093                                           |                                                 |
| 2020 | 2020                                            |                                                 | 8 646                                           |                                                 |
| Anm: Uppgifterna avser förhållandena den 31 december nämnda år enligt områdesindelningen den 1 januari 2022. |                                                 |                                                 |                                                 |                                                 |